# Анаполис
Анаполис (порт. Anápolis) — город и муниципалитет в Бразилии, входит в штат Гояс. Составная часть мезорегиона Центр штата Гойас. Входит в экономико-статистический микрорегион Анаполис. Население составляет 325 544 человека на 2007 год. Занимает площадь 918,375 км². Плотность населения — 347,1 чел./км².

## История
Город основан 31 июля 1907 года. Через 70 лет был основан DAIA (район агропромышленного Анаполис), который принес значительное экономическое развитие.

## Статистика
- Валовой внутренний продукт на 2004 год составляет 2 259 388 883,00 реалов (данные: Бразильский институт географии и статистики).
- Валовой внутренний продукт на душу населения на 2004 год составляет 7336,00 реалов (данные: Бразильский институт географии и статистики).
- Индекс развития человеческого потенциала на 2000 год составляет 0,788 (данные: Программа развития ООН).

## География
Климат местности: горный тропический. В соответствии с классификацией Кёппена, климат относится к категории Cwa.